# Carrigallen
Carrigallen (irl. Carraig Álainn) – wioska w hrabstwie Leitrim, w prowincji Connacht w Irlandii. Przebiegają przez nią drogi regionalne R201 i R203. Tłumaczenie irlandzkiej nazwy miejscowości to "piękna skała". W 2006 zamieszkiwana przez 303 mieszkańców, a w 2011 przez 384.
We wsi znajduje się Centrum Teatru i Sztuki Corn Mill.
Miejscowość jest położona na trasie linii autobusowych 462 do Sligo, 463 do Longford, 464 do Enniskillen i 465 do Cavan.